# Mycosphaerella juniperi
Mycosphaerella juniperi är en svampart som först beskrevs av François Fautrey & Roum. och som fick sitt nu gällande namn av Tomilin 1966. 
Mycosphaerella juniperi ingår i släktet Mycosphaerella och familjen Mycosphaerellaceae. Inga underarter finns listade i Catalogue of Life.